# Капеллан

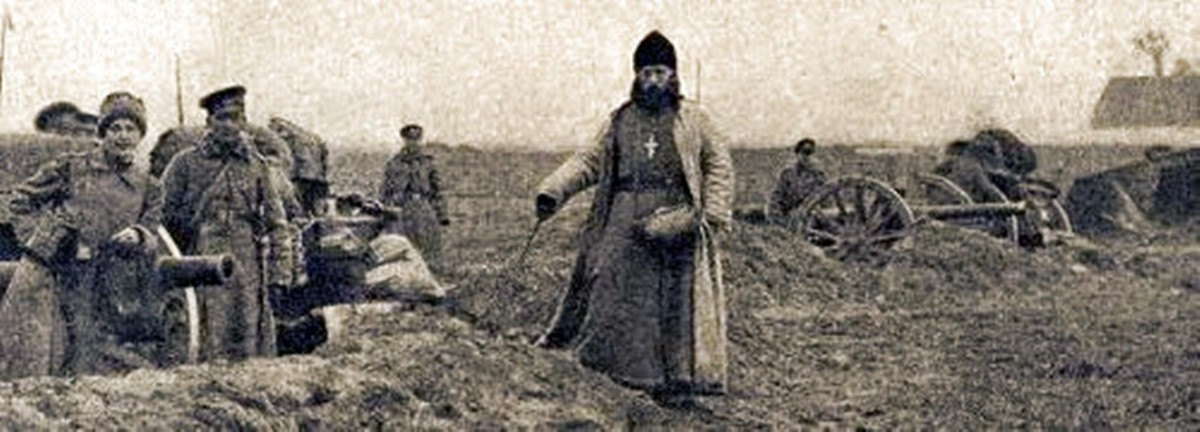
Капеллан освящает позиции Русской императорской армии на передовой, 1915

Капелла́н (капла́н, лат. сареllаnus, от сареllа — «часовня») — должность священнослужителя; католический священник, совмещающий сан с какой-либо дополнительной (как правило, светской) должностью.
Многозначный термин, встречается в различных государствах мира; в Католической церкви, Православной церкви, протестантских деноминациях и других конфессиях.

## История

Знак Архиепархии капелланов ВМС США

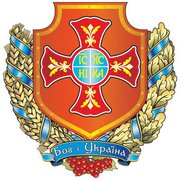
Знак Департамента капелланов УГКЦ (Украина) 2011 год

Происхождение термина «капеллан» связано с именем св. Мартина Турского. По легенде, в один из дней святой встретил нищего, и нищий стал умолять его, чтобы святой дал ему что-нибудь из своей одежды, чтобы прикрыть лохмотья. Мартин разрезал свой плащ на две части и передал просившему одну. На следующую ночь епископу был сон, что в тот день Иисус Христос предстал перед ним в виде нищего. Вторая часть плаща св. Мартина Турского стала реликвией Меровингов и называлась «капа» (до настоящего времени капа — часть облачения католических священников). Короли франков брали капу в боевые походы, где она должна была сохранить их от опасности. Священник, отправляющийся вместе с войском, со временем стал называться капелланом, то есть «хранителем капы».
У католиков капеллан (capellanus, clericus de capella) в Средние века (первое свидетельство термина относится к 781 году) — духовное лицо, относящееся к составленной из аристократов и церковных иерархов придворной капелле, позднее, вплоть до XVII века — «домашний» священник, совмещавший церковные обязанности (руководство «частным» богослужением) с обязанностями секретаря. При больших средневековых дворах со временем выделился верховный капеллан (archicapellanus), в должности епископа или аббата), в обязанности которого могли входить не только богослужение и управление делами патрона, но и его официальное представительство за границей (наподобие современных дипломатов). По мере расширения и статусного роста придворных капелл возникло разделение обязанностей; так, в Позднем Средневековье (первое свидетельство — в 30-х годах XIV века) руководство музыкальным сопровождением богослужения было отделено от капеллана и вверено «магистру капеллы» (magister capellae), капельмейстеру, административно подчинявшемуся (архи)капеллану. Отдельную должность занял (также подчинявшийся верховному капеллану) руководитель канцелярии, канцлер. Со временем придворная канцелярия, как и музыкальная придворная капелла, приобрели самостоятельный статус. В конце концов (примерно с XVIII века), должностные обязанности капеллана были сведены к богослужению. Согласно современному Каноническому праву (ККП 564) капеллан — «священник, которому поручено постоянное пастырское попечение о какой-либо общине или особой группе христиан, осуществляемое по нормам универсального и партикулярного права».

## Виды капелланов

### Военное дело
Наиболее распространено современное значение слова «капеллан» — священник в армии, авиации и на флоте (должность приравнена к заместителю командира полка или батальона, которому предоставляется личный вооруженный адъютант). Ответственный за воспитание рядовых солдат, матросов, офицеров и их семей. В его функции входит богослужение среди военнослужащих, контроль над их моральным состоянием, отпевание умерших (погибших) и т. п. Кандидаты от священников отбираются среди магистров наук и по рекомендации епископа. Проходят сертифицированную подготовку.
Должность капеллана в армии и на флоте Российской империи была до 1917 года. В 1914 году в рядах Русской императорской армии насчитывалось около 730 священников, 150 дьяконов и псаломщиков, а в разгар войны количество капелланов в ней составляло около 5 тыс. человек. Первый в Российской империи Всероссийский съезд военного и морского духовенства состоялся в Санкт-Петербурге с 1 по 11 июля 1914 года, в нём участвовали 49 капелланов, представлявших все 12 военных округов государства. На нём был определён круг обязанностей военного духовенства, помимо непосредственно священнических задач, капелланам предписывалось оказывать помощь в перевязке ран, помогать при эвакуации убитых и раненых солдат, извещать родных и близких убитых воинов о смерти солдат, участвовать в организации обществ помощи инвалидам, а также заботиться об обустройстве походных библиотек и воинских захоронений.
Капелланы были в рядах «Украинских сечевых стрельцов» (1914—1918), УГА (1918—1921), у Сечевых Стрельцов УНР (1917—1921), РОА) (1942—1945), УПА (1943—1954) и т. д. Должность капеллана предусмотрена в ограниченном контингенте войск ООН, от всех государств-участников. В РФ и на Украине (а также в странах бывшего «Варшавского договора») возрождают институт капелланства. В частности, в
ВДВ РФ появились авиадесантируемые православные храмы.
В ряде государств практикуется поддержка объединяющихся по религиозному принципу военнослужащих — последователей новых религиозных движений и различных течений язычества. В частности, в декабре 2018 года в Британской армии начали действовать Языческая сеть Министерства обороны, объединяющая в основном виккан и последователей неодруидизма, и Сеть растафарианцев британских Вооружённых сил. В 2011 году на территории Кадетской часовни академии ВВС США был сооружён и освящён Круг Сокола, в котором совершать молитвы могут виккане, неоязычники, неодруидисты и другие последователи «землецентричной спиритуальности» (earth-centered spirituality). В 2019 году в Вашингтоне планируется открытие мемориала коренным американцам — ветеранам боевых действий, который также будет местом совершения обрядов для последователей племенных религий американских индейцев. Одним из лоббистов необходимого для этого законодательства был сенатор Маккейн. С 2007 года викканский пентакль является в США одним из религиозных символов, которые официально разрешено изображать на надгробиях ветеранов, которые устанавливаются за счёт государства.

### Гражданская служба
- Священник в местах лишения свободы и предварительного заключения, в пожарной охране, больницах, госпиталях и в других общественных учреждениях.
- В протестантских церквях — священник, общающийся с заключёнными в местах лишения свободы.

### Чисто церковные должности
Помощник приходского священника (приходской викарий).

## Галерея

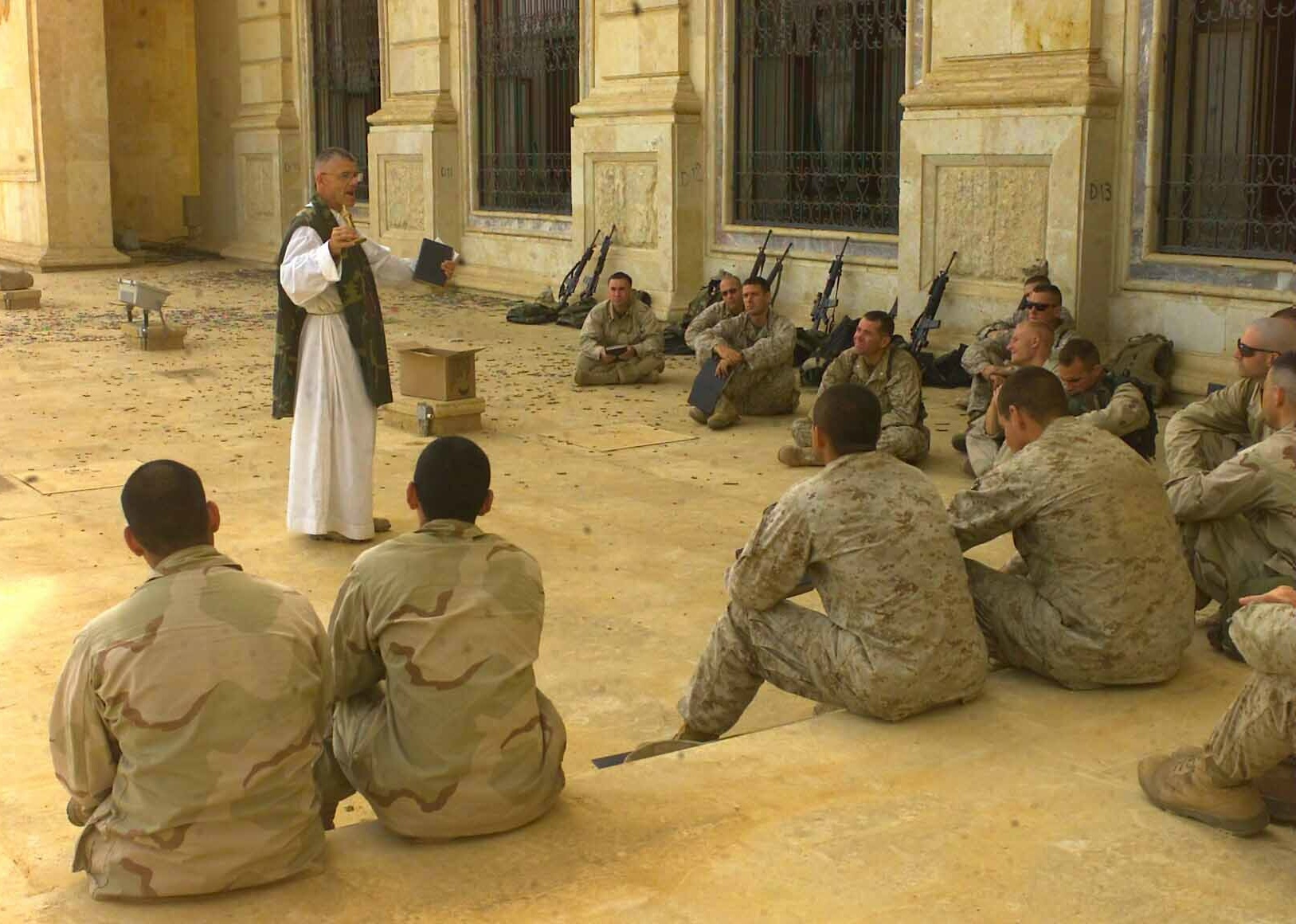
Проповедь католического капеллана среди американских морпехов и моряков во дворце Саддама Хуссейна, Ирак, 2003 г.
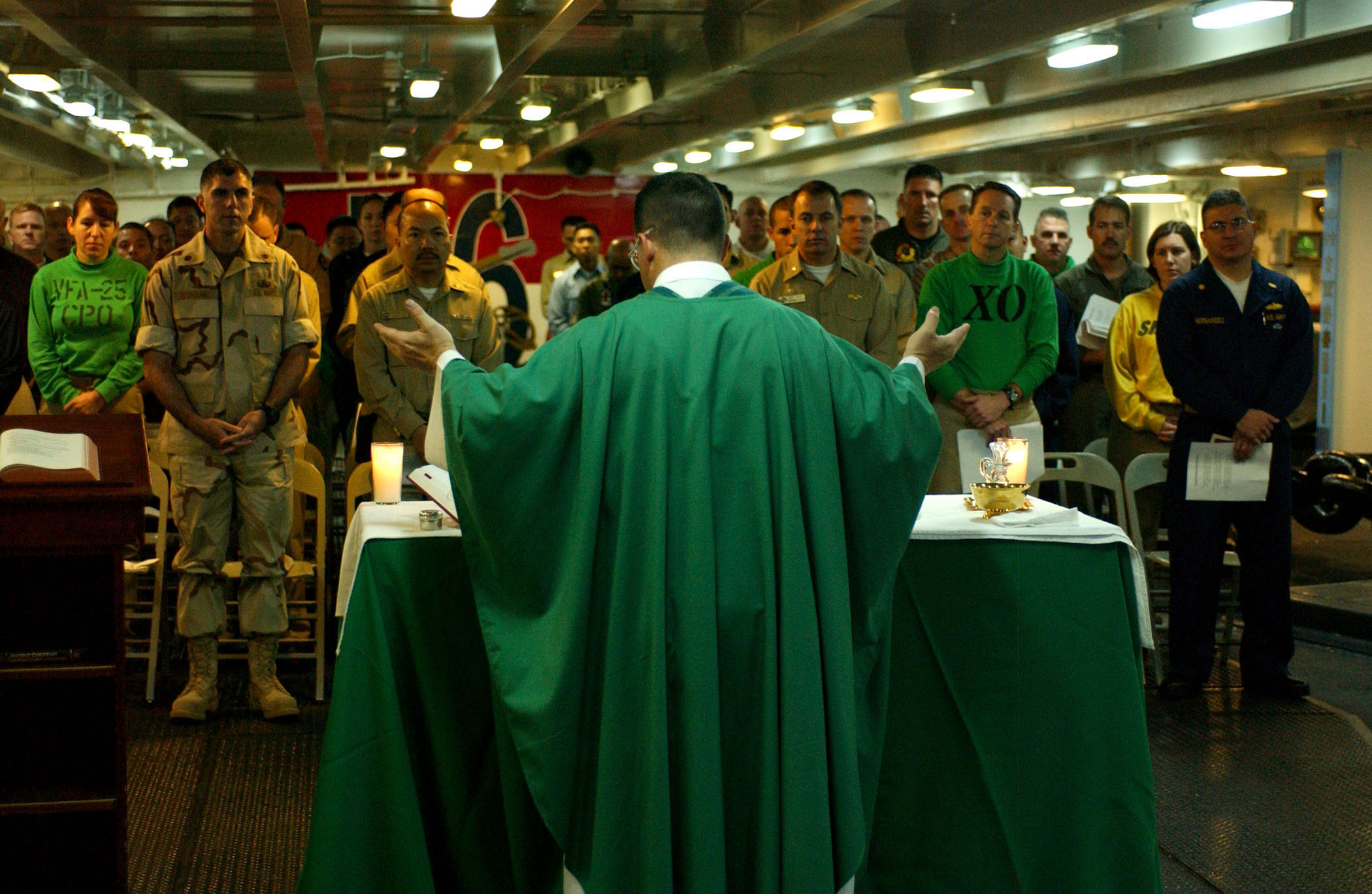
Проведение мессы капелланом ВМС США на авианосце «Рональд Рейган».
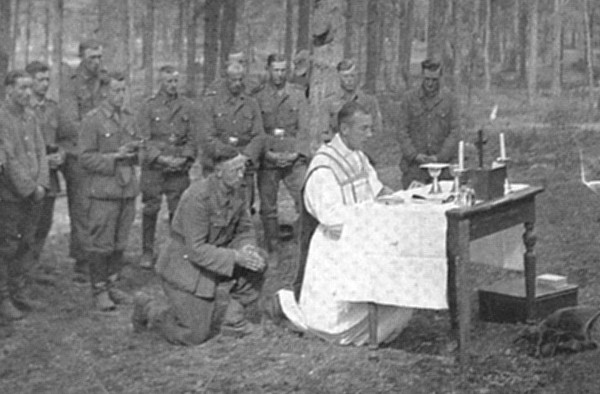
Католический капеллан служит Мессу для военнослужащих вермахта (1939—1940 г.).
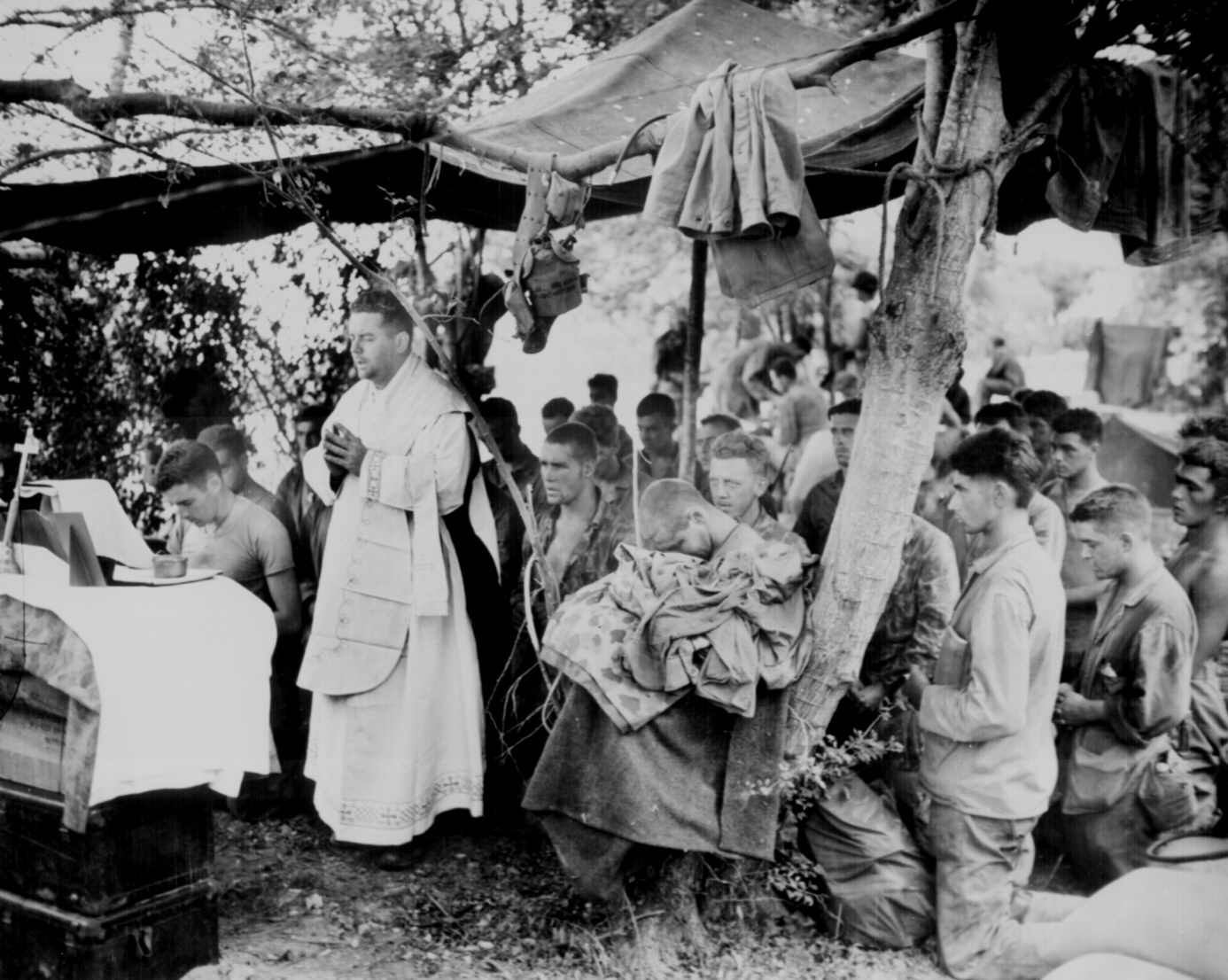
Католический капеллан служит Мессу для морских пехотинцев США во время Второй мировой войны.
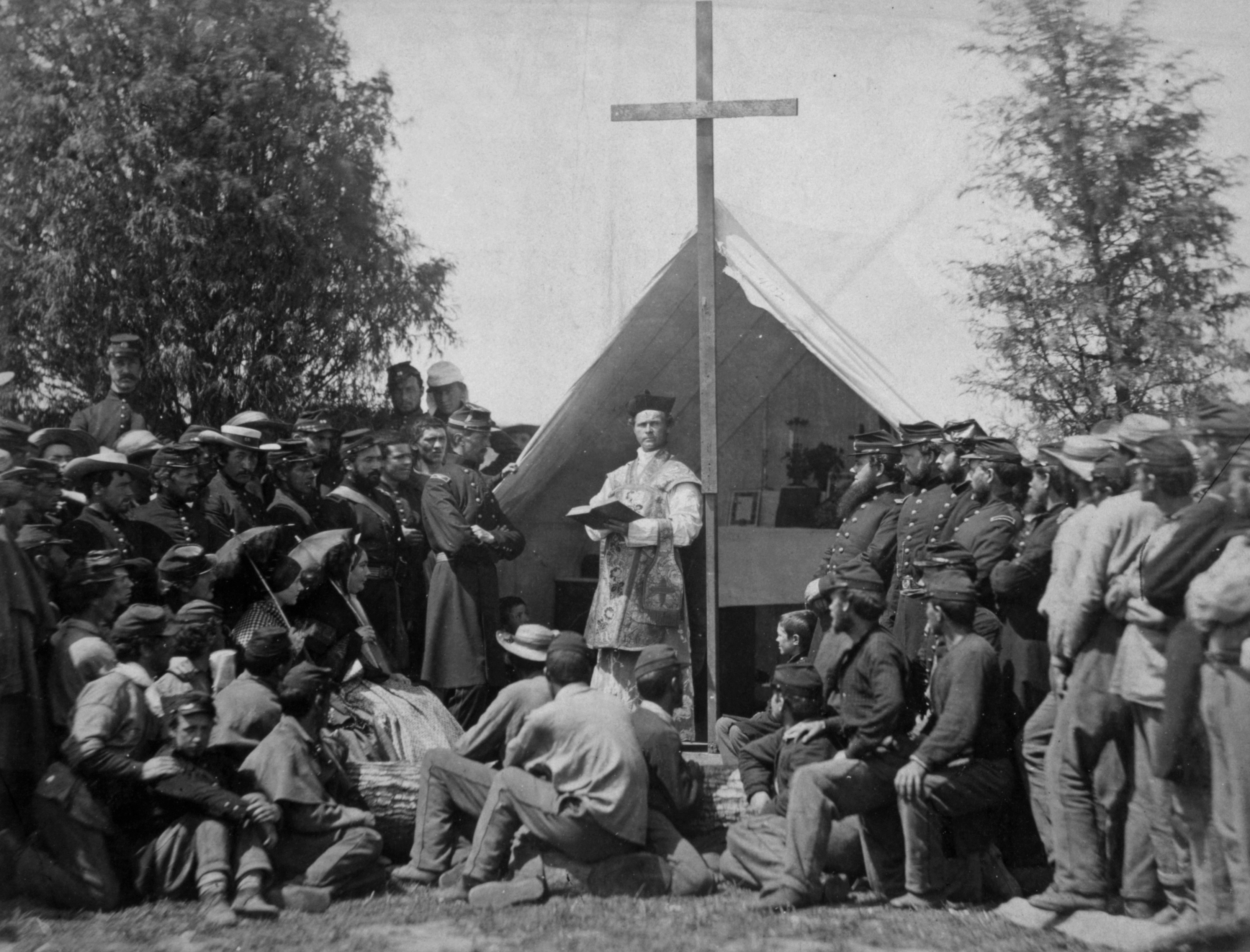
Католический капеллан служит Мессу для военнослужащих Гражданской войны США (1861—1865 г.).
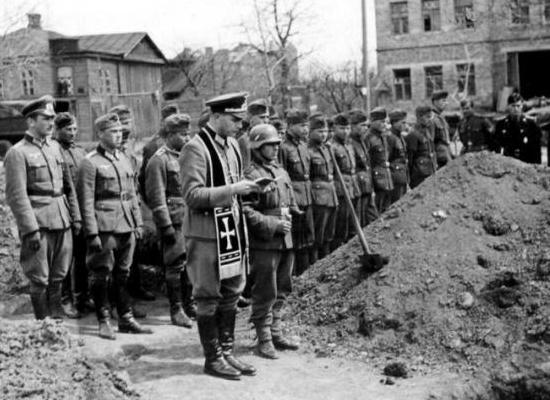
Капеллан совершает похороны солдат вермахта.
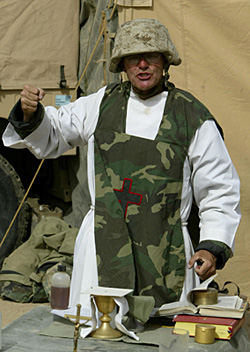
Капеллан в боевых условиях (на марше, богослужение в военном лагере).
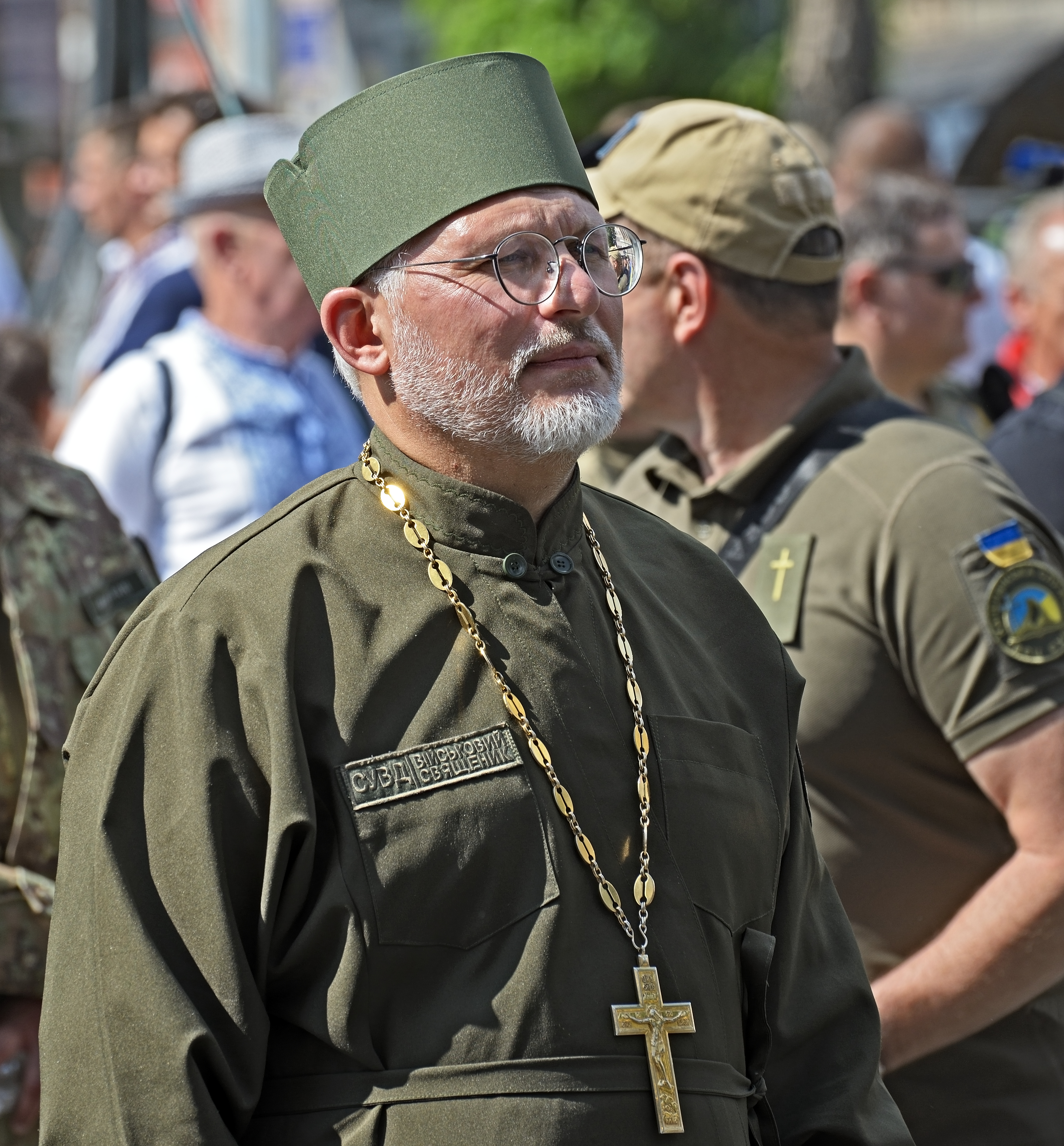
Украинский капеллан в 2021 году.
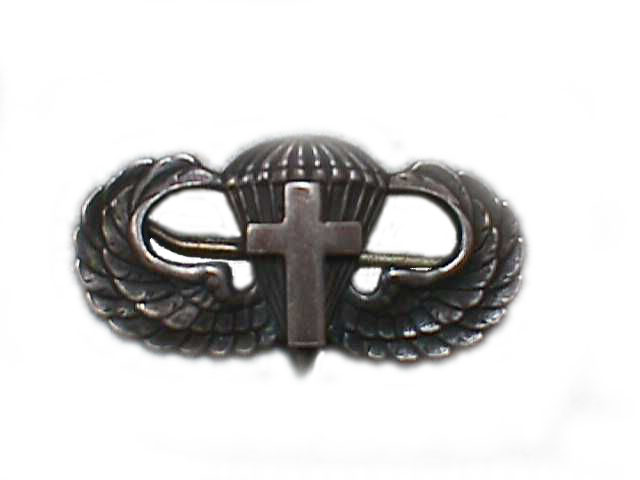
Знак капеллана воздушного десанта США (за прыжки с парашютом), шуточно называемый «крылья падре».